# 丘爾斯氏脂䲁
丘爾斯氏脂䲁（學名：Starksia culebrae），為輻鰭魚綱䲁形目脂䲁科斯氏脂䲁屬的一個種，分布於西大西洋海地至聖文森海域，深度0至20公尺，本魚體長，扁平，頭鈍，頭部通常前鼻孔、眼和頸背側面有觸鬚或肉質瓣膜，每個顎骨外側有一排相對較大的犬齒或門齒狀牙齒，後面常有小塊牙齒，身體通常呈褐色，帶有深色斑點、斑塊、或斷條，頭部從眼至鰓蓋有一寬闊不分支的淡色區域，嘴唇上有黑色條紋，身上有網狀小黑色斑點，身體頂部的斑點形成一排約6個非常暗的斑點，每個斑點包含2個紅色斑點，延伸到背鰭，胸鰭基部有兩個紅色環狀斑點，雄魚第一臀棘長，與鰭的其餘部分分離，變異為形態不明的性器官，背鰭硬棘21枚、背鰭軟條7枚、臀鰭硬棘2枚、臀鰭軟條17-19枚，體長可達2.7公分，棲息在礁石區，生活習性不明。